# Sirionó
Sirionó  /od síri =tucum-palma, ili narod palme tucum/rod Astrocaryum/ (Sami sebe nazivaju Mbiá,  'ljudi' ), pleme Tupian Indijanaca iz tropskih šuma istočnog i sjevernog dijela bolivijskog departmana Beni i Santa Cruz. Siriono su tradicionalno polunomadi koji kombiniraju lov i sakupljanje s agrikulturom. Za sušne sezone sade kukuruz, slatki krumpir i slatku manioku, nakon čega napuštaju sela i započinju sa sezonskim lovom i sakupljanjem, povremeno navraćajući do svojih njiva zbog njihove zaštite. U sela se ponovno vračaju u vrijeme žetve. Njihova kultura i socijalna organizacija veoma su jednostavne. Jezik im pripada skupini Guarayu-Siriono-Jora. Njihova etnička populacija danas iznosi preko 600 (2000 P. Priest SIL).

## Vanjske poveznice
- Sirionó
- Sirionó